# Sant’Anatolia di Narco
Sant’Anatolia di Narco ist eine italienische Gemeinde mit 484 Einwohnern (Stand 31. Dezember 2023) in der Provinz Perugia in der Region Umbrien.

## Geografie
Die Gemeinde erstreckt sich über rund 47 km². Sie liegt etwa 60 km südöstlich von Perugia. Der Ort liegt am Fuße des Berges Monte Coscerno im Valnerina-Tal und am Fluss Nera. Der Ort liegt in der klimatischen Einordnung italienischer Gemeinden in der Zone E, 2124 GR/G.
Zu den Ortsteilen zählen Caso, Castel San Felice, Gavelli, Grotti, San Martino Agelli und Tassinare.
Die Nachbargemeinden sind Monteleone di Spoleto, Poggiodomo, Scheggino, Spoleto und Vallo di Nera.

## Geschichte
Erste menschliche Ansiedlungen in dem Ort gehen auf das 8. bis 4. Jahrhundert v. Chr. zurück, als die Naharci kleine Siedlungen bewohnten. Danach dominierten die Römer das Gebiet. 1178 errichtete der Graf von Spoleto, Corrado di Hursligen, die Burg, die bereits zwanzig Jahre später vom Kirchenstaat übernommen wurde. Diese wurde von Spoleto zerstört, um an fast gleicher Stelle eine neue aufzubauen. Die neue Burg wurde nach Anatolia Callistene benannt, die heute noch im Ortsnamen präsent ist. 1320 wurden die Stadtmauern errichtet und 1337 erklärte sich der Ort treu zu Spoleto. Während der Auseinandersetzungen von Ghibellinen und Guelfen 1390–91 im Valnerina-Tal wurde der Ort unter den ghibellinischen Befehlshabern Tommaso da Chiavano und Giovanni di Cola di Monteleone zerstört. Am 5. Juli 1551 erklärte sich der Ort zur freien Kommune, in dem er seine Statuten verfasste. Trotzdem stand der Ort weiterhin in engen Beziehungen zu Spoleto und zum Kirchenstaat, bis 1798 die Truppen von Napoleon einmarschierten und bis 1814 die Herrschaft innehatten. 1861 wurde der Ort ins Königreich Italien integriert. Die bis dahin freie Gemeinde Caso wurde 1875 ins Gemeindegebiet von Sant’Anatolia di Narco eingegliedert.

## Sehenswürdigkeiten

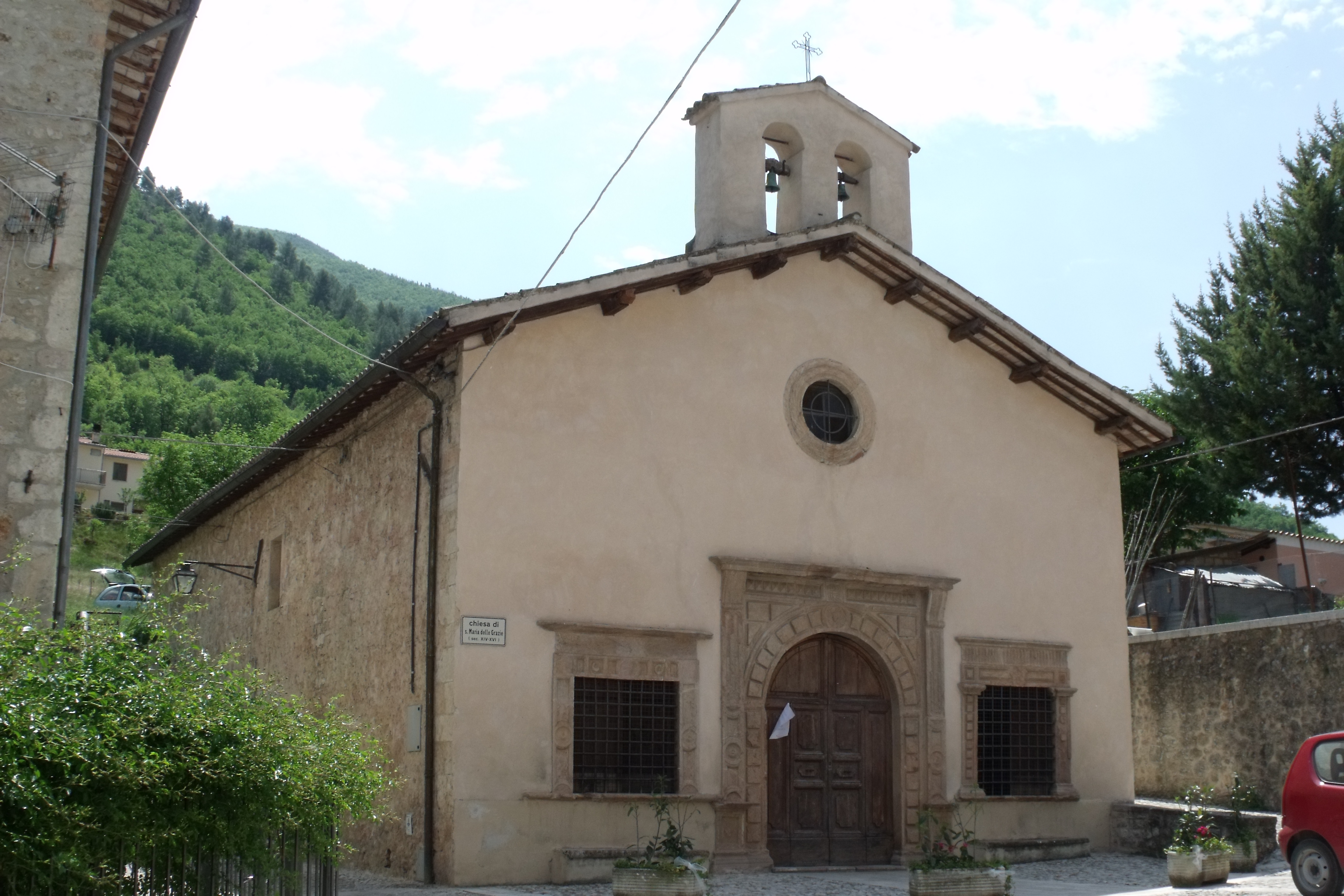
Die Kirche Chiesa di Santa Maria delle Grazie nahe dem historischen Ortskern

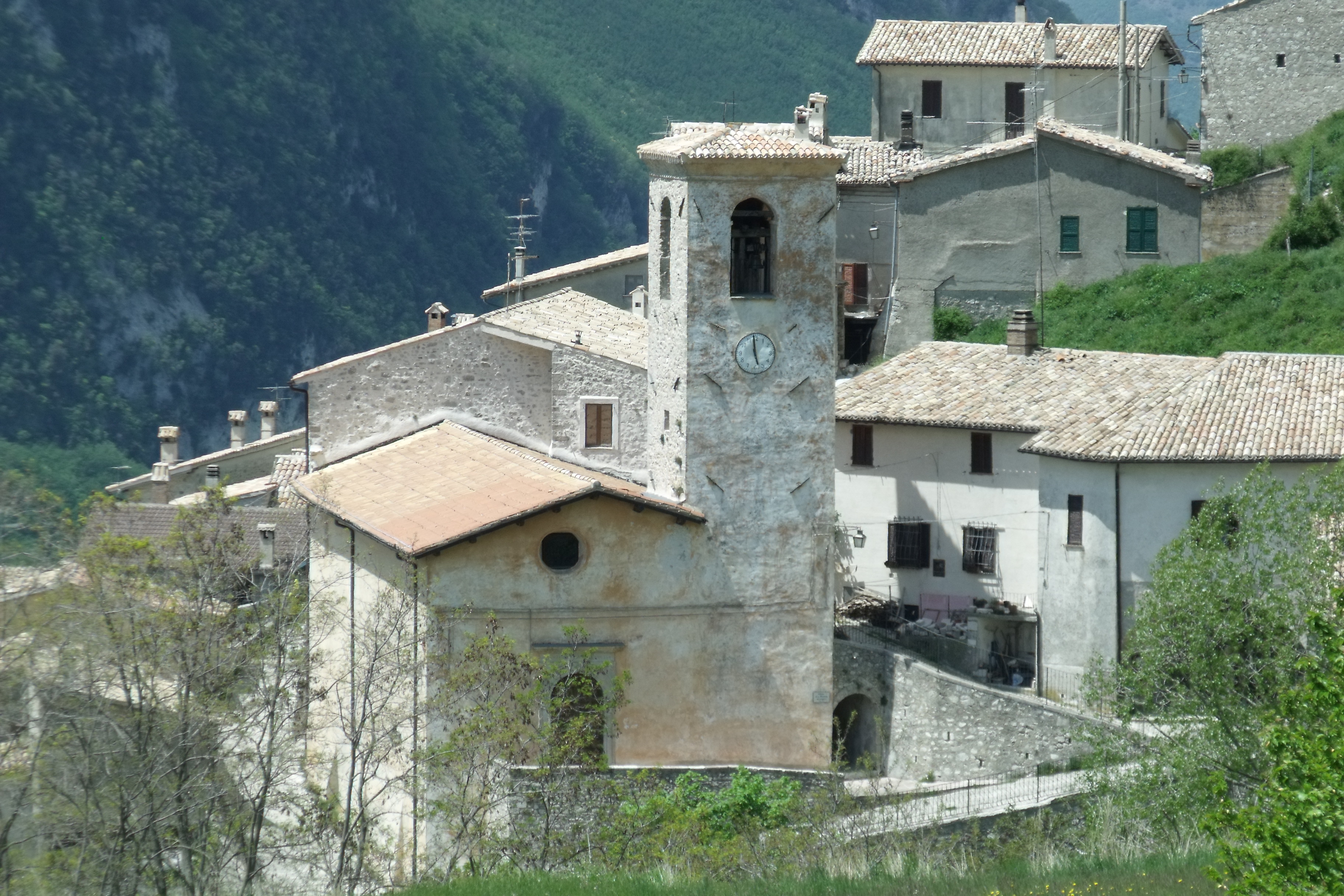
Die Kirche Chiesa di San Michele Arcangelo und der Ortsteil Gavelli

- Chiesa di San Felice di Narco, 1190 errichtete Kirche
- Chiesa di San Martino, Kirche aus dem 13. Jahrhundert
- Chiesa di San Michele Arcangelo, Kirche im Ortsteil Castello di Gavelli aus dem 14. Jahrhundert, enthält das Werk Madonna in gloria e SS. Francesco, Girolamo e Antonio di Padova (1523) von Giovanni di Pietro, auch Lo Spagna genannt.
- Chiesa di Santa Maria delle Grazie, Kirche, enthält Fresken des Maestro di Eggi aus dem 15. Jahrhundert
- Chiesa di Santa Maria delle Grazie (auch dell’Addolorata bezeichnet) im Ortsteil Grotti, Kirche, enthält Werke des Lo Spagna und des Maestro di Eggi
- Pieve di Sant’Anatolia, Pieve und älteste Kirche des Ortes